# Konzerthaus w Szczecinie
Konzert- und Vereinshaus, Konzerthaus – niezachowany budynek koncertowy w Szczecinie. Mieścił się przy ulicy Augustastraße 48 (później ulica Małopolska). Gmach sąsiadował z gmachem Prezydium Policji (następnie siedziba Gestapo, MO, UB i Policji). Nowocześnie wyposażony był centrum kulturalnym Szczecina.
Projektantem budynku był berliński architekt Franz Schwechten. 
2 maja 1883 roku został wmurowany kamień węgielny pod budynek, a do użytku oddano go już 18 października 1884 roku. Na parterze budynku znajdowała się ekskluzywna restauracja i kawiarnia wiedeńska, na piętrze zaś dwie sale koncertowe (większa i mniejsza). W drugiej części budynku mieściły się pomieszczenia, które wykorzystywano na różnego rodzaju wystawy sztuk, wykłady naukowe itp.
W czasie nalotów alianckich na Szczecin budynek został znacznie uszkodzony – zachowały się mury oraz niemal nieuszkodzona fasada. Miał zostać odbudowany, jednak 5 lutego 1962 Wydział Gospodarki Komunalnej i Mieszkaniowej Prezydium MRN ogłosił przetarg na rozbiórkę budynku i tego samego roku został on rozebrany.
Powstała w 1948 Filharmonia im. Mieczysława Karłowicza w Szczecinie mieściła się w reprezentacyjnej sali Urzędu Miejskiego w Szczecinie. W 2014 w miejscu dawnego Konzerthausu został wybudowany nowy gmach koncertowy, od 5 września 2014 siedziba Filharmonii.